# 商船三井キャリアサポート
商船三井キャリアサポート株式会社（しょうせんみついキャリアサポート、英: MOL Career Support, Ltd.）は、商船三井グループ向けのサービス受託事業を行う企業。
かつては人材派遣事業も行っていたが、2019年（平成31年）1月1日をもってパーソルテンプスタッフに事業譲渡している。

## 沿革
- 1987年（昭和62年）1月 - エム・オー・エル マネージメントサービス株式会社（商船三井が100%出資）が設立。
- 1991年（平成3年） - プロスタッフサービス株式会社（商船三井が100%出資）が設立。
- 2001年（平成13年） - プロスタッフサービスを吸収合併し、商船三井キャリアサポート株式会社に商号を変更[1]。
- 2009年（平成21年）11月 - 株式会社サンエリートを吸収合併[1]。
- 2012年（平成24年）4月 - 株式会社オレンジピーアールを吸収合併[1]。
- 2019年（平成31年）1月 - 人材派遣・紹介事業をパーソルテンプスタッフ株式会社事業譲渡。

## 事業所
- 本社所在地 - 東京都港区虎ノ門2-1-1 虎ノ門ダイビル
  - 中部支社 - 愛知県名古屋市[1]
  - 関西支店 - 大阪府大阪市[1]
  - 横浜営業所 - 神奈川県横浜市[1]
  - 神戸営業所 - 兵庫県神戸市[1]